# Hans Frank (Maler, 1884)

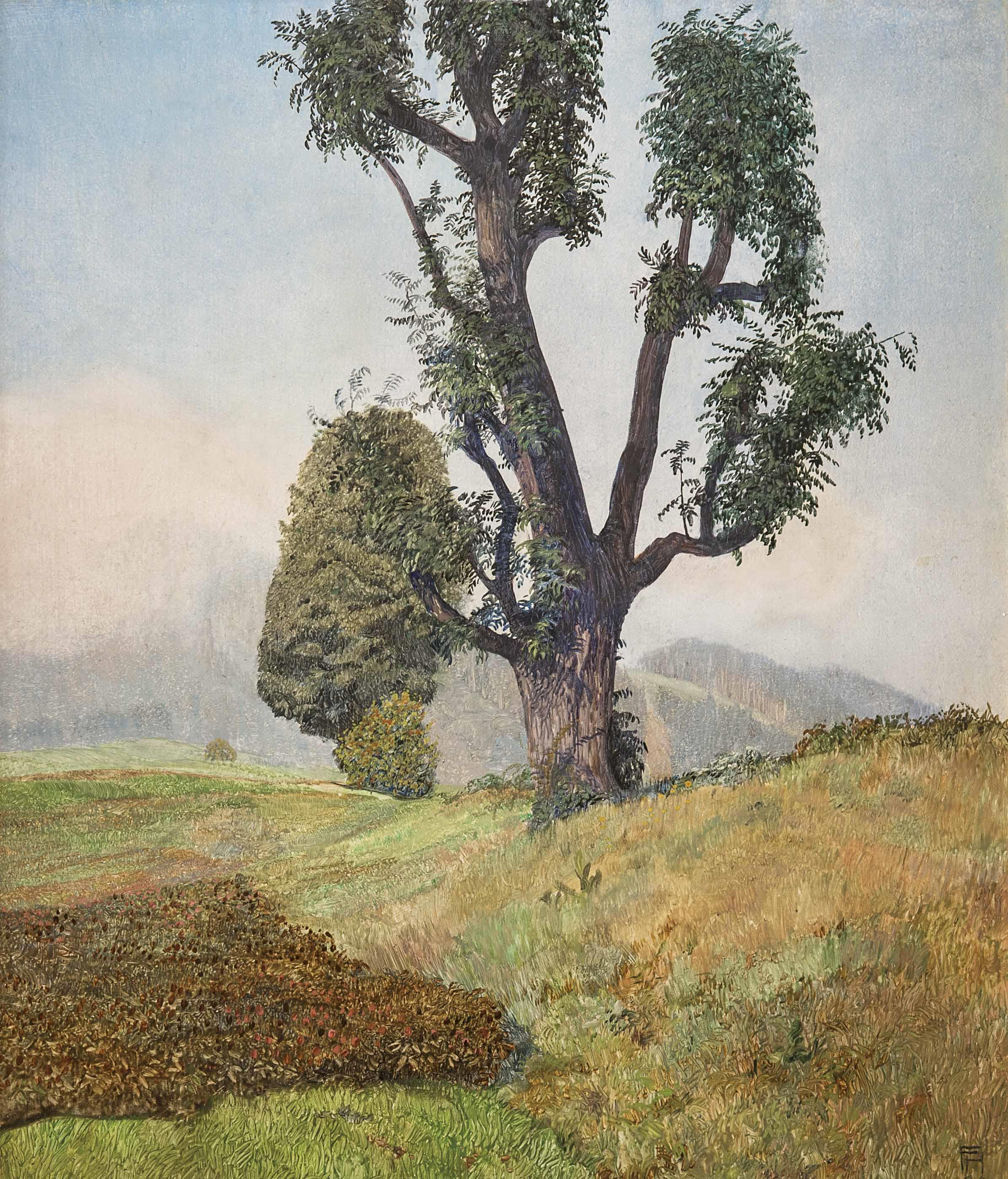
Eschenbaumgruppe auf Feld (1909)

Hans Frank (* 13. Mai 1884 in Wien, Österreich-Ungarn; † 19. Dezember 1948 in Salzburg) war ein österreichischer Maler und Grafiker.

## Leben
Hans Frank war ab 1921 Mitglied des Künstlerhauses. Seit seinem Studium war er Mitglied im Wiener Akademischen Turnverein. Er lebte einige Jahre in Tirol und ab 1925 wieder in Wien. In seinen letzten Jahren zog er sich in den Lungau zurück.
Franks Werke befinden sich in der Österreichischen Galerie und den Städtischen Sammlungen im Rathaus (Blick vom Belvedere, Heldenplatz, Höhenstraße), das gesamte grafische Œuvre in der Albertina. Frank erhielt unter anderen Auszeichnungen 1931 den Ehrenpreis der Stadt Wien.
Der Maler Leo Frank (1884–1956) war sein Zwillingsbruder.